# Akwarium wielogatunkowe

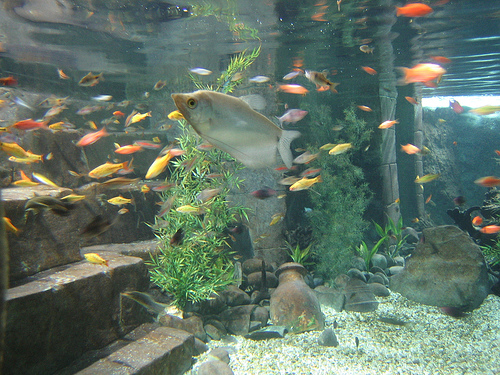

Akwarium wielogatunkowe – akwarium, które jest przystosowane do hodowli różnych gatunków ryb pochodzących z różnych regionów geograficznych. Tworzące je gatunki mają podobne wymagania co do środowiska  naturalnego (biotopu) czyli temperatury, oświetlenia i parametrów chemicznych wody. Do takiego akwarium wybiera się gatunki nieagresywne, zamieszkujące różne partie (poziomy) wody.